# Persone di cognome Fontana
| Questa pagina contiene informazioni ricavate automaticamente dalle voci biografiche con l'ausilio del template Bio e di un bot. L'aggiornamento è periodico e automatico e ricostruisce completamente la pagina. Se manca una persona in questa lista, sei pregato di non aggiungerla, ma accertati piuttosto che la sua voce biografica contenga il template Bio e che i dati anagrafici siano correttamente compilati. Se il template Bio manca, inseriscilo tu stesso o, in alternativa, metti l'avviso {{tmp\|Bio}} che ne segnala la mancanza. Se i dati riportati sono sbagliati, correggi direttamente la voce biografica; le modifiche saranno visibili in questa lista entro pochi giorni. Per chiarimenti vedi il progetto antroponimi. La lista contiene solo le 134 persone che sono citate nell'enciclopedia e per le quali è stato implementato correttamente il template Bio. Pagina aggiornata al 23 lug 2025. |

Questa è una lista di persone presenti nell'enciclopedia che hanno il cognome Fontana, suddivise per attività principale.

## Allenatori di calcio(3)
- Franco Fontana, allenatore di calcio e ex calciatore italiano (Bertonico, n. 1945)
- Gaetano Fontana, allenatore di calcio e ex calciatore italiano (Catanzaro, n. 1970)
- Stefano Fontana, allenatore di calcio e ex calciatore italiano (Seregno, n. 1965)

## Architetti(14)
- Baldassarre Fontana, architetto e stuccatore svizzero (Chiasso, n. 1661 - Chiasso, † 1733)
- Carlo Fontana, architetto, scultore e ingegnere italiano (Rancate, n. 1638 - Roma, † 1714)
- Domenico Fontana, architetto italiano (Melide, n. 1543 - Napoli, † 1607)
- Francesco Fontana, architetto e ingegnere italiano (Roma, n. 1668 - Castel Gandolfo, † 1708)
- Giacomo Fontana, architetto e cartografo italiano (Ancona)
- Giovanni Antonio Fontana, architetto italiano (Cabbio, n. 1738 - Penne, † 1803)
- Giovanni Fontana, architetto e ingegnere svizzero (Melide, n. 1540 - Roma, † 1614)
- Giovanni Maria Fontana, architetto svizzero (Lugano, n. 1670 - † 1712)
- Giulio Cesare Fontana, architetto e ingegnere italiano (Roma, n. 1580 - Napoli, † 1627)
- Giuseppe Fontana, architetto italiano (Mendrisio, n. 1676 - Varsavia)
- Luigi Fontana, architetto svizzero (Castel San Pietro, n. 1824 - Milano, † 1894)
- Luigi Fontana, architetto svizzero (Muggio, n. 1812 - Mendrisio, † 1877)
- Paolo Fontana, architetto italiano (Castello Valsolda, n. 1696 - Zaslavia, † 1765)
- Vincenzo Fontana, architetto e storico dell'architettura italiano (Ravenna, n. 1946)

## Arcivescovi cattolici(2)
- Filippo Fontana, arcivescovo cattolico italiano (Pistoia - † 1270)
- Riccardo Fontana, arcivescovo cattolico italiano (Forte dei Marmi, n. 1947)

## Artiste(1)
- Veronica Fontana, artista italiana (Parma, n. 1651 - Bologna, † 1690)

## Astronomi(1)
- Francesco Fontana, astronomo e avvocato italiano (Napoli - Napoli, † 1656)

## Attivisti(1)
- Alberto Fontana, attivista italiano (Milano, n. 1971)

## Attori(2)
- Attilio Fontana, attore, cantante e compositore italiano (Roma, n. 1974)
- Santino Fontana, attore, doppiatore e cantante statunitense (Stockton, n. 1982)

## Attrici(5)
- Angela Fontana, attrice italiana (Maddaloni, n. 1997)
- Marianna Fontana, attrice italiana (Maddaloni, n. 1997)
- Marzia Fontana, attrice e conduttrice televisiva italiana (Arezzo, n. 1976)
- Patrizia Fontana, attrice italiana (Caracas, n. 1957)
- Summer Fontana, attrice statunitense (Canton, n. 2008)

## Avvocati(2)
- Attilio Fontana, avvocato, giornalista e politico italiano (Torino, n. 1876 - Roma, † 1936)
- Leone Fontana, avvocato, bibliografo e politico italiano (Torino, n. 1836 - Torino, † 1905)

## Bobbisti(1)
- Simone Fontana, bobbista italiano (Pieve di Cadore, n. 1991)

## Calciatori(14)
- Alberto Fontana, ex calciatore italiano (Cesena, n. 1967)
- Aldo Fontana, calciatore italiano (San Canzian d'Isonzo, n. 1935 - Monfalcone, † 2013)
- Alfio Fontana, calciatore italiano (Tradate, n. 1932 - Milano, † 2005)
- Anthony Fontana, calciatore statunitense (Newark, n. 1999)
- Antonio Lazzaro Fontana, calciatore italiano (Modena, n. 1892 - Carso, † 1916)
- Agustín Fontana, calciatore argentino (Lomas de Zamora, n. 1996)
- Domenico Fontana, ex calciatore italiano (Marano Vicentino, n. 1943)
- Egidio Fontana, calciatore italiano (Milano, n. 1895)
- Ettore Fontana, calciatore e allenatore di calcio italiano (Genova, n. 1903 - Savona, † 1978)
- Franco Fontana, ex calciatore italiano (Vercelli, n. 1938)
- Gianpaolo Fontana, ex calciatore italiano (Sant'Ilario d'Enza, n. 1941)
- Mario Fontana, calciatore italiano (Milano, n. 1906 - Sesto San Giovanni, † 1998)
- Pietro Fontana, calciatore e allenatore di calcio italiano (Canistro, n. 1944 - Arezzo, † 2020)
- Ugo Fontana, calciatore svizzero (n. 1898)

## Canottieri(1)
- Lorenzo Fontana, canottiere italiano (n. 1996)

## Cantanti(2)
- Lorena Fontana, cantante e musicista italiana (Formigine, n. 1961)
- Maria Grazia Fontana, cantante, personaggio televisivo e pianista italiana (Canino, n. 1959)

## Cardinali(1)
- Francesco Fontana, cardinale italiano (Casalmaggiore, n. 1750 - Roma, † 1822)

## Ceramisti(3)
- Flaminio Fontana, ceramista italiano (Urbino - Urbino)
- Guido Fontana, ceramista italiano (Urbania, n. 1490 - Urbino, † 1576)
- Orazio Fontana, ceramista italiano (Urbania, n. 1510 - Urbino, † 1571)

## Ciclisti su strada(2)
- Giuliano Fontana, ex ciclista su strada italiano (Zugliano, n. 1948)
- Marino Fontana, ciclista su strada e dirigente sportivo italiano (Caldogno, n. 1936 - Caldogno, † 2013)

## Comici(1)
- Fabrizio Fontana, comico, cabarettista e personaggio televisivo italiano (Milano, n. 1970)

## Compositori(2)
- Giovanni Battista Fontana, compositore e violinista italiano (Brescia, n. 1589 - Padova, † 1630)
- Uranio Fontana, compositore italiano (Iseo, n. 1815 - Parigi, † 1881)

## Conduttrici televisive(1)
- Federica Fontana, conduttrice televisiva, ex modella e blogger italiana (Monza, n. 1977)

## Direttori teatrali(1)
- Carlo Fontana, direttore teatrale, politico e critico teatrale italiano (Milano, n. 1947)

## Dirigenti sportivi(1)
- Francesco Fontana, dirigente sportivo italiano (Bassano del Grappa, n. 1943)

## Disc jockey(1)
- Stylophonic, disc jockey e produttore discografico italiano (Milano, n. 1970)

## Disegnatori(1)
- Daniele Fontana, disegnatore, illustratore e pittore italiano (Milano, n. 1900 - Sala Comacina, † 1984)

## Drammaturghe(1)
- Antonia Fontana, drammaturga e musicista italiana (Venezia)

## Drammaturghi(1)
- Ferdinando Fontana, commediografo, librettista e scrittore italiano (Milano, n. 1850 - Lugano, † 1919)

## Fisici(1)
- Felice Fontana, fisico, anatomista e biologo italiano (Pomarolo, n. 1730 - Firenze, † 1805)

## Fotografi(1)
- Franco Fontana, fotografo, fotoreporter e scrittore italiano (Modena, n. 1933)

## Giornalisti(1)
- Luciano Fontana, giornalista italiano (Frosinone, n. 1959)

## Giuristi(1)
- Alessio Fontana, giurista italiano (Sassari - Sassari, † 1558)

## Illustratori(1)
- Ugo Fontana, illustratore italiano (Firenze, n. 1921 - Gerusalemme, † 1985)

## Matematici(2)
- Gregorio Fontana, matematico e religioso italiano (Nogaredo, n. 1735 - Milano, † 1803)
- Niccolò Tartaglia, matematico italiano (Brescia, n. 1499 - Venezia, † 1557)

## Militari(3)
- Genserico Fontana, militare italiano (Roma, n. 1918 - Roma, † 1944)
- Giuseppe Fontana, militare e marinaio italiano (Vicenza, n. 1902 - mar Mediterraneo, † 1941)
- Mario Fontana, militare e partigiano italiano (La Spezia, n. 1897 - Firenze, † 1948)

## Mountain biker(1)
- Marco Aurelio Fontana, mountain biker e ciclocrossista italiano (Giussano, n. 1984)

## Musicisti(1)
- D. J. Fontana, musicista statunitense (Shreveport, n. 1931 - Nashville, † 2018)

## Organisti(1)
- Fabrizio Fontana, organista e compositore italiano (Torino, n. 1620 - Roma, † 1695)

## Parolieri(1)
- Claudio Daiano, paroliere, compositore e cantautore italiano (Cervia, n. 1945)

## Partigiani(1)
- Franco Fontana, partigiano italiano (Camugnano, n. 1929 - Bologna, † 2024)

## Pattinatrici artistiche su ghiaccio(1)
- Silvia Fontana, ex pattinatrice artistica su ghiaccio italiana (New York, n. 1976)

## Pattinatrici di short track(1)
- Arianna Fontana, pattinatrice di short track italiana (Sondrio, n. 1990)

## Piloti automobilistici(2)
- Alex Fontana, pilota automobilistico svizzero (Lugano, n. 1992)
- Norberto Fontana, pilota automobilistico argentino (Arrecifes, n. 1975)

## Pittori(4)
- Giambattista Fontana, pittore e incisore italiano (Verona, n. 1541 - Innsbruck, † 1587)
- Lucio Fontana, pittore, ceramista e scultore argentino (Rosario, n. 1899 - Comabbio, † 1968)
- Luigi Fontana, pittore, scultore e architetto italiano (Monte San Pietrangeli, n. 1827 - Monte San Pietrangeli, † 1908)
- Prospero Fontana, pittore italiano (Bologna, n. 1512 - Bologna, † 1597)

## Pittrici(1)
- Lavinia Fontana, pittrice italiana (Bologna, n. 1552 - Roma, † 1614)

## Poeti(1)
- Giovanni Fontana, poeta italiano (Frosinone, n. 1946)

## Politiche(2)
- Cinzia Maria Fontana, politica e sindacalista italiana (Vailate, n. 1963)
- Ilaria Fontana, politica italiana (Alatri, n. 1984)

## Politici(10)
- Albino Fontana, politico italiano (Comano, n. 1938 - Milano, † 2011)
- Sandro Fontana, politico italiano (Marcheno, n. 1936 - Brescia, † 2013)
- Attilio Fontana, politico italiano (Varese, n. 1952)
- Elio Fontana, politico italiano (Marcheno, n. 1941 - Brescia, † 2024)
- Gianni Fontana, politico italiano (Verona, n. 1944)
- Gregorio Fontana, politico italiano (Bergamo, n. 1963)
- Lorenzo Fontana, politico italiano (Verona, n. 1980)
- Teofilo Fontana, politico italiano (Riolunato, n. 1892 - Casola, † 1962)
- Vincenzo Fontana, politico italiano (Agrigento, n. 1952)
- Walter Fontana, politico e mecenate italiano (Crescenzago, n. 1919 - Briosco, † 1992)

## Presbiteri(1)
- Antonio Fontana, presbitero e pedagogista svizzero (Sagno, n. 1784 - Besazio, † 1865)

## Procuratori sportivi(1)
- Alberto Maria Fontana, procuratore sportivo e ex calciatore italiano (Torino, n. 1974)

## Produttori teatrali(1)
- Franco Fontana, produttore teatrale italiano (Napoli, n. 1934)

## Pugili(1)
- Ivano Fontana, pugile italiano (L'Aquila, n. 1926 - † 1993)

## Rapper(1)
- Silent Bob, rapper italiano (Milano, n. 1999)

## Registi(2)
- Giancarlo Fontana, regista, montatore e attore italiano (Matera, n. 1985)
- Olivier Megaton, regista, sceneggiatore e writer francese (Parigi, n. 1965)

## Sceneggiatori(1)
- Tom Fontana, sceneggiatore e produttore televisivo statunitense (Buffalo, n. 1951)

## Sceneggiatrici(1)
- D.C. Fontana, sceneggiatrice e scrittrice statunitense (Sussex, n. 1939 - Los Angeles, † 2019)

## Scenografi(1)
- Franco Fontana, scenografo italiano

## Scienziati(1)
- Giovanni Fontana, scienziato, medico e umanista italiano (Padova)

## Scrittori(3)
- Francesco Fontana, scrittore italiano (Mestre, n. 1963)
- Giorgio Fontana, scrittore italiano (Saronno, n. 1981)
- Pio Fontana, scrittore e critico letterario svizzero (Balerna, n. 1927 - Mendrisio, † 2001)

## Scrittrici(1)
- Pia Fontana, scrittrice e drammaturga italiana (Sacile, n. 1949 - Venezia, † 2009)

## Scultori(4)
- Annibale Fontana, scultore, orafo e incisore italiano (Milano, n. 1540 - Milano, † 1587)
- Carlo Fontana, scultore italiano (Carrara, n. 1865 - Sarzana, † 1956)
- Giovanni Fontana, scultore e decoratore italiano (Carrara, n. 1820 - Londra, † 1893)
- Pietro Fontana, scultore italiano (Carrara, n. 1782 - Carrara, † 1857)

## Stiliste(3)
- Giovanna Fontana, stilista e imprenditrice italiana (Traversetolo, n. 1915 - Roma, † 2004)
- Micol Fontana, stilista e imprenditrice italiana (Traversetolo, n. 1913 - Roma, † 2015)
- Zoe Fontana, stilista e imprenditrice italiana (Traversetolo, n. 1911 - Roma, † 1979)

## Storici(1)
- Alessandro Fontana, storico italiano (n. 1939 - † 2013)

## Triatleti(1)
- Daniel Fontana, triatleta argentino (General Roca, n. 1975)

## Trombonisti(1)
- Carl Fontana, trombonista statunitense (Monroe, n. 1928 - Las Vegas, † 2003)

## Umoristi(1)
- Walter Fontana, umorista, sceneggiatore e scrittore italiano (Abbiategrasso, n. 1957)

## Velociste(1)
- Vittoria Fontana, velocista italiana (Gallarate, n. 2000)

## Velocisti(1)
- Domenico Fontana, velocista italiano (Bassano del Grappa, n. 1989)

## Vescovi cattolici(3)
- Ernesto Fontana, vescovo cattolico italiano (Milano, n. 1830 - Crema, † 1910)
- Francesco Saverio Fontana, vescovo cattolico italiano (Gioia del Colle, n. 1667 - Sant'Angelo Le Fratte, † 1736)
- Giovanni Fontana, vescovo cattolico italiano (Vignola, n. 1537 - Ferrara, † 1611)

## Senza attività specificata(1)
- Giacinto Fontana, cantante castrato italiano (Perugia, n. 1692 - Perugia, † 1739)